# Hochschule für internationale Wirtschaft und Logistik
Die Hochschule für internationale Wirtschaft und Logistik (HIWL) war eine staatlich anerkannte, private Hochschule in Bremen. Im Oktober 2016 wurde sie von der Internationalen Hochschule Bad Honnef Bonn (IUBH) übernommen und bietet seitdem als IUBH Duales Studium duale Studiengänge für Logistik, Marketing und Tourismus an.

## Studiengänge
Am Campus Bremen werden folgende duale Studiengänge angeboten: Logistikmanagement führt nach sechs Semestern zum Bachelor-Abschluss. Im dreimonatigen Wechsel finden Hochschul- und Praxisphasen statt, ein Auslandssemester ist möglich. Die Bachelorstudiengänge Marketing Management und Tourismuswirtschaft wechseln wöchentlich zwischen Studium und Praxisphasen und sehen eine Regelstudienzeit von sieben Semestern vor. Die IUBH Duales Studium ist BAföG-fähig.

## Träger und Standort
Träger der IUBH Duales Studium ist die Career Partner GmbH, Träger der HIWL war die BVL Campus gGmbH. Der Studienort liegt zusammen mit der Deutschen Außenhandels- und Verkehrs-Akademie (DAV) und den BVL Seminaren der BVL Campus an der Universitätsallee 18 im Technologiepark Bremen in direkter Nachbarschaft zur Universität Bremen. 

## Hochschulleitung
- Pro-Rektor der IUBH Duales Studium ist Patrick Geus
- Standortleiter ist Hans-Joachim Kahlen

Koordinaten: 53° 6′ 11,2″ N, 8° 51′ 34,1″ O